# متحف الدحيح
متحف الدحيح هو برنامج علمي يهدف إلى تبسيط المعلومات التاريخية ويقدمه اليوتيوبر أحمد الغندور، يعرض منه حلقة جديدة كل أحد على منصة شاهد، و تم عرض أول حلقة منه يوم 25 أكتوبر 2020 (حلقة نابليون بونابرت)

## قصة البرنامج
قصة البرنامج مستوحاة من الفكرة التي طرحت في سلسلة أفلام ليلة في المتحف من خلال وجود متحف كبير يحتوي على تماثيل لشخصيات تاريخية معروفة وتستيقظ هذه التماثيل خلال فترة الليل. في يوم الافتتاح يلاحظ مدير المتحف عدم احتواء متحفه على أي تمثال لشخصية من مدينة المنصورة ولكن المذيعة تخبره بأنه شخصية معروفة بين الشباب فيضطر لإضافة تمثال الدحيح في بهو المتحف، وعلى نحو خيالي كوميدي تستيقظ التماثيل ليلاً ليجد الدحيح نفسه وسط عظماء التاريخ فيقابل في كل ليلة شخصية جديدة ويقدم من خلال نقاشه معها معلومات تاريخية وعلمية ويخوض معهم مغامرات بهدف سرد قصة كل شخصية منهم والتحدث عنها في كل حلقة.

## فريق العمل
- ممثلون: نهال كمال (في دور زينب) - محمد خميس (في دور بوذا).
- ضيوف الشرف: سامي مغاوري - إنجي أبو السعود
- كتابة الحلقات: محمد خميس - عبد الرحمن جاويش
- إخراج: علاء إسماعيل.[5][6]
- مخرج منفذ: هفال قاسو

## الحلقات
| عدد الحلقة | الشخصية         | تاريخ العرض    | مجسد شخصية الحلقة |
| ---------- | --------------- | -------------- | ----------------- |
| 01         | نابليون بونابرت | 25 أكتوبر 2020 | كريم عياش         |
| 02         | ألبرت أينشتاين  | 01 نوفمبر 2020 | عبد المنعم رياض   |
| 03         | الاسكندر الأكبر | 08 نوفمبر 2020 | محمد مهران        |
| 04         | ستيف جوبز       | 15 نوفمبر 2020 | أمجد عابد         |
| 05         | كليوباترا       | 22 نوفمبر 2020 | نور قدري          |

## المقدمة
عرض الحلقة الأولى من برنامج متحف الدحيح تصدر هاشتاج (الدحيح) تريند الموضوعات الأكثر رواجاً على موقع تويتر.

## وصلات خارجية
- متحف الدحيح في قاعدة بيانات الأفلام العربية